# Ievguenia Ratner
Pour les articles homonymes, voir Ratner.
Ievguenia Moisseïevna Ratner, ou Elkind, Ratner-Elkind (en russe : Евгения Моисеевна Ратнер, Элькинд, Ратнер-Элькинд), née en 1886 à Smolensk et morte en 1931 à l'hôpital de la prison de Boutyrka à Moscou, est une militante révolutionnaire, femme politique, membre du comité central du Parti socialiste révolutionnaire de Russie.

## Biographie
Ievguenia Ratner est issue  d'une famille bourgeoise. Son père, Moïse Ghirchevitch Ratner, est médecin et citoyen d'honneur de Smolensk, mais meurt prématurément. Sa mère est Maria Lvovna Schmer. Evguenia est diplômée du Lycée féminin de Smolensk (ru) et étudie ensuite à l'université de Zurich en Suisse. Lorsqu'elle témoigne à son procès en 1922, elle indique ne pas avoir achevé ses études supérieures, mais selon d'autres sources elle a son diplôme,.
Elle est membre, à partir de 1903, du parti socialiste révolutionnaire. Le 12 avril 1904, elle est arrêtée à Smolensk pour avoir organisé un comité du parti. Elle prend part à la révolution de 1905 et dans les rapports de gendarmerie, elle est présentée comme l'organisatrice d'une manifestation à Smolensk le 20 février 1905 et d'un meeting au théâtre de la Maison du Peuple, où elle intervient  le 25 février 1905. Lors de l'insurrection de décembre à Moscou, elle combat sur les barricades de Presnenski et de Triokhgorna (ru). Elle organise ensuite le comité régional du parti socialiste-révolutionnaire de l'oblast du Nord-Ouest.
Pendant la Révolution de Février 1917, elle milite à Petrograd et à Moscou. Elle est élue députée de la Douma de Moscou et membre du présidium du parlement. Elle rejoint les socialistes-révolutionnaires de gauche à la scission du parti. Au IVe congrès du parti socialiste révolutionnaire de décembre 1917, elle est élue à son comité central et entre dans son bureau. L'été 1918, elle dirige clandestinement le bureau de Moscou du comité central. En août 1919, elle est nommée à la tête d'une section du Fonds uni des archives d'État. Le 9 octobre 1919, elle est arrêtée à Moscou, et ensuite libérée.
De nouveau arrêtée en 1920, elle est incarcérée dans la prison de Boutyrka, avec son fils Aleksandr âgé de trois ans. Elle adresse le 10 mai 1921 à Félix Dzerjinski une lettre ouverte sur l'atteinte aux droits des enfants dans les prisons soviétiques.
Le 7 août 1922, elle est condamnée  à la peine capitale lors du procès de Moscou des socialistes-révolutionnaires, et transférée dans les cachots de la Loubianka. Le 8 août 1922, l'exécution de la peine est reportée par le présidium du comité exécutif central de la RSFSR. Elle est soumise au régime d'incarcération sévère, toujours à la Loubianka, et fait une grève de la faim. Le 14 janvier 1924, sa peine est commuée en 5 ans d'emprisonnement. Au début de 1925, avec ses trois enfants de 6 à 13 ans, elle est envoyée en exil dans le village d'Oust-Tsilma de l'ouïezd de Petchorski (ru) dans le gouvernement d'Arkhangelsk. Elle est avec Boris Ivanov (1890-1938) et Mikhaïl Tseïtline (1890-1937). En janvier 1925, après 9 jours de grève de la faim, elle est transférée avec ses trois enfants à Samarcande. Elle y travaille comme économiste et publie un livre sur les questions de production locale. Le 6 mars 1930, dans une réunion clandestine à Tachkent de socialistes révolutionnaires, elle est critiquée avec Nikolaï Ivanov, autre membre du comité central exilé à Samarcande, pour leur collaboration avec la presse communiste.
En 1925, Ievguenia Ratner est sortie de prison atteinte de cancer. En 1930, elle est hospitalisée à l'hôpital pénitentiaire de Boutyrka où elle meurt au printemps de 1931.

## Famille
- Son frère Alexandre Moïsseïevitch Ratner, socialiste révolutionnaire, est mort en 1918 à Petrograd à la suite de tirs contre une manifestation en faveur du maintien de l'Assemblée Constituante à laquelle il participait[10].
- Son frère Grigrori Moïsseïevicth Ratner, ancien socialiste révolutionnaire, témoigne en faveur de l'accusation lors du procès des socialistes révolutionnaires de 1922, contre sa sœur et ses anciens camarades. Il est victime de la répression stalinienne en 1938[10].
- Son premier mari, également socialiste révolutionnaire, est Lev Moisseïevitch Elkind[11]. Ils ont trois enfants, un fils, une fille et un fils, Alexandre (né en 1918 ).
- Son second mari, Alexandre Pavlovitch Stroujinski (1892-1937 ou 1938), est un militant socialiste révolutionnaire, puis socialiste-révolutionnaire (menchevik)[11].